# Macropoliana spei
Macropoliana spei är en fjärilsart som beskrevs av Butler. Macropoliana spei ingår i släktet Macropoliana och familjen svärmare. Inga underarter finns listade i Catalogue of Life.